# Pia Leokadia

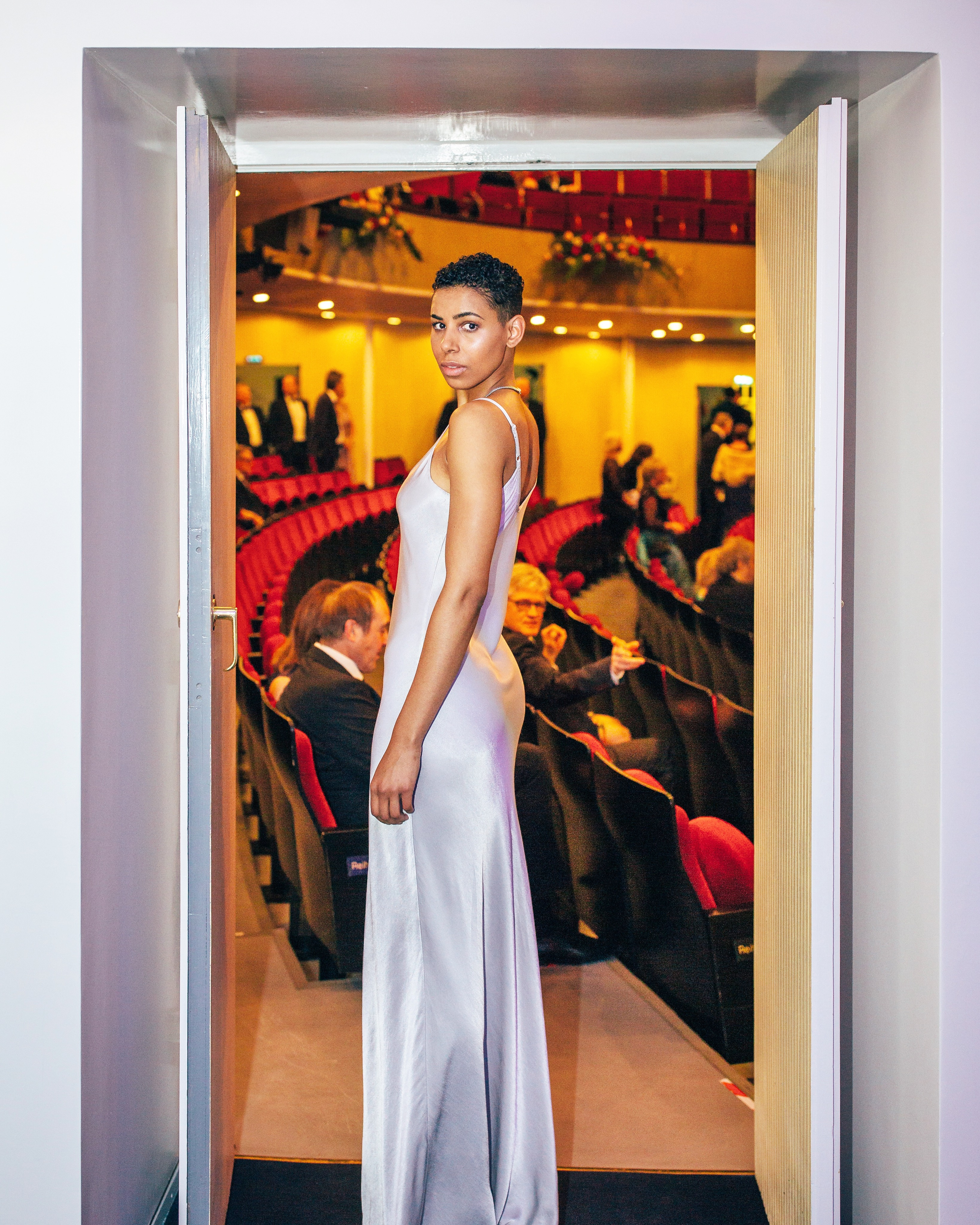
Pia Leokadia beim Kieler Opernball 2018

Pia Leokadia (* 8. April 1989 in Braunschweig als Pia-Leokadia Bucindika) ist eine deutsche Schauspielerin.

## Künstlerischer Werdegang
Mit 17 Jahren begann sie als Model zu arbeiten. Nach dem Abitur nahm sie ein Psychologiestudium auf, brach dieses jedoch zugunsten einer Laufbahn als Schauspielerin ab und absolvierte von August 2012 bis Februar 2016 eine Schauspielausbildung an der Schauspielschule der Keller in Köln. Während ihrer Ausbildung wirkte sie in Theaterproduktionen und Kurzfilmen mit.
Für ihre erste darstellerische Leistung in der Rolle der Leila, die sich aus Einsamkeit ein Kind von einem beträchtlich älteren Mann wünscht, in Ich wünsch mir eins von Azar Mortazavi unter der Regie von Sandra Reitmayer und der sensiblen und rebellischen Schülerin Khoumba, die an Legasthenie leidet, in Die Klasse von François Bégaudeau, erhielt sie im November 2015 kurz vor dem Abschluss ihrer Ausbildung den 26. Puck-Preis als beste Nachwuchsschauspielerin der Theatergemeinde Köln. Die Jury lobte insbesondere ihre stark ausgeprägte Bühnenpräsenz und Ausstrahlung, ihr starkes Ensemblespiel und ihre klare, durchdringende Stimmfarbe.
Im August 2016 begann sie direkt nach ihrem Abschluss ihr erstes Festengagement am Theater Kiel. Leokadia spielte in den Spielzeiten 2016/17 und 2017/18 u. a. in der Uraufführung der historisch-biographischen Inszenierung Sophie/Clara von Astrid Großgasteiger als erste dunkelhäutige Schauspielerin in Doppelrolle die Widerstandskämpferin Sophie Scholl und die treue Hitleranhängerin Clara Sabrowski im Dritten Reich.
In der Inszenierung des Jugenddramas Kleiner Wahn von Dianne Touchell unter der Regie von Christoph Busche, welches das Thema Freundschaft und Kindsmord anhand der ungeplanten Schwangerschaft einer Jugendlichen behandelt, spielte sie zwei Spielzeiten lang die Rolle der besten Freundin Liv, sowie erneut in Doppelrolle die Kantorka und den Tonda in Krabat von Otfried Preußler.
In der Spielzeit 2017/2018 spielte sie die Titelrolle in Die kleine Meerjungfrau nach Hans Christian Andersen. Unter der Regie von Karolin Wunderlich übernahm Leokadia in dem Stück Darum. die Rolle der Marlene, die sich nach einer Vergewaltigung das Leben nimmt und mehrere Videobotschaften hinterlässt. Dem Stück diente der Roman Tote Mädchen lügen nicht als Vorlage.

## Filmografie (Auswahl)
- 2015: Alarm für Cobra 11 – Die Autobahnpolizei: Die Kämpferin (Fernsehserie)
- 2016: Terra X – Sensationsfund in Brasilien. Die ersten Amerikaner (Dokumentationsreihe)
- 2022: Der Beschützer (Fernsehfilm)

## Theater (Auswahl)
- 2014: Ich wünsch mir eins, Rolle: Leila
- 2015: Die Klasse, Rolle: Khoumba
- 2016: Kleiner Wahn, Rolle: Liv
- 2016: Odyssee, Rolle: Circe
- 2016: Don Quichote, Rolle: Don Quichote
- 2017: Krabat, Rolle: Kantorka / Tonda
- 2017: Sophie/Clara, Rolle: Sophie Scholl / Clara Sabrowski
- 2018: Darum., Rolle: Marlene
- 2018: Ruf der Wildnis, Rolle: Feuer
- 2018: Die kleine Meerjungfrau, Rolle: kleine Meerjungfrau